# Johannes Gijsbert Vogel
Johannes Gijsbert Vogel (Hooge Zwaluwe, 25 juni 1828 – Velp, 15 mei 1915) was een Nederlands kunstschilder en tekenaar.

## Leven en werk
Vogel was een zoon van Hugo Vogel, burgemeester van Hooge en Lage Zwaluwe, en Pietertje Kranenburg en de broer van architect Hugo Pieter Vogel. Hij was een leerling van Andreas Schelfhout en werkte enige tijd in zijn atelier. Vogel kreeg bekendheid als landschapsschilder. Hij nam diverse malen deel aan exposities en de tentoonstellingen van Levende Meesters. Vogel was lid van de Nieuwe of Littéraire Sociëteit De Witte. 
Hij werd in 1872 voorzitter van de Pulchri Studio en was als zodanig lid van de Nederlandse commissie voor de wereldtentoonstelling van 1873 in Wenen. Hij werd voor zijn bemoeienissen benoemd tot ridder in de Frans Jozef-orde (1874), in de Orde van de Gouden Leeuw van Nassau (1874) en in de Orde van de Nederlandse Leeuw (1875). In 1901 werd bij de Haagse Kunstkring nog een tentoonstelling van Vogels werk gehouden waar zo'n schilderijen en 500 tekeningen en schetsen werden getoond.
Privéleven
De schilder trouwde in 1854 met Maria Henrietta Catharina van Wielik (1826-1892). Zij woonden in Den Haag, met een onderbreking van een aantal jaren in Kleef (1853-1857), en vestigden zich in 1886 in Hilversum. Daar kwam zijn vrouws nicht, de schilderes Margaretha Roosenboom (1843-1896), bij hen wonen. Zij was een kleindochter van Vogels leermeester Schelfhout. Het gezelschap verhuisde in 1890 naar Voorburg. Nadat Vogels vrouw overleed, hertrouwde hij met Roosenboom. Zij overleed al vier jaar later. In 1902 trouwde Vogel voor de laatste maal, met Margo Eldina Adelaide Fanny Gaymans (1841-1912), lid van de familie Gaymans, uit Velp.
Vogel woonde de laatste jaren van zijn leven in Velp, hij overleed op 86-jarige leeftijd in zijn huis 'Arcadia'. Hij werd begraven in Den Haag.

## Werken (selectie)
- Heidelandschap met vijver, ca. 1860-1870, RCE
- Rotslandschap met boompartij, ca. 1870-1880, privébezit
- Een kotter afgemeerd nabij een bosrand, 1879, Het Scheepvaartmuseum
- Landschap aan de vaart bij Hilversum, 1880-1915, Rijksmuseum Amsterdam
- Bosvijver, 1906, RCE
- Landschap bij Wolfheze, 1876 aquarel, privébezit (zie WBOOKS-uitgave 'de Schilders van de Veluwezoom' pag. 130)

## Galerij

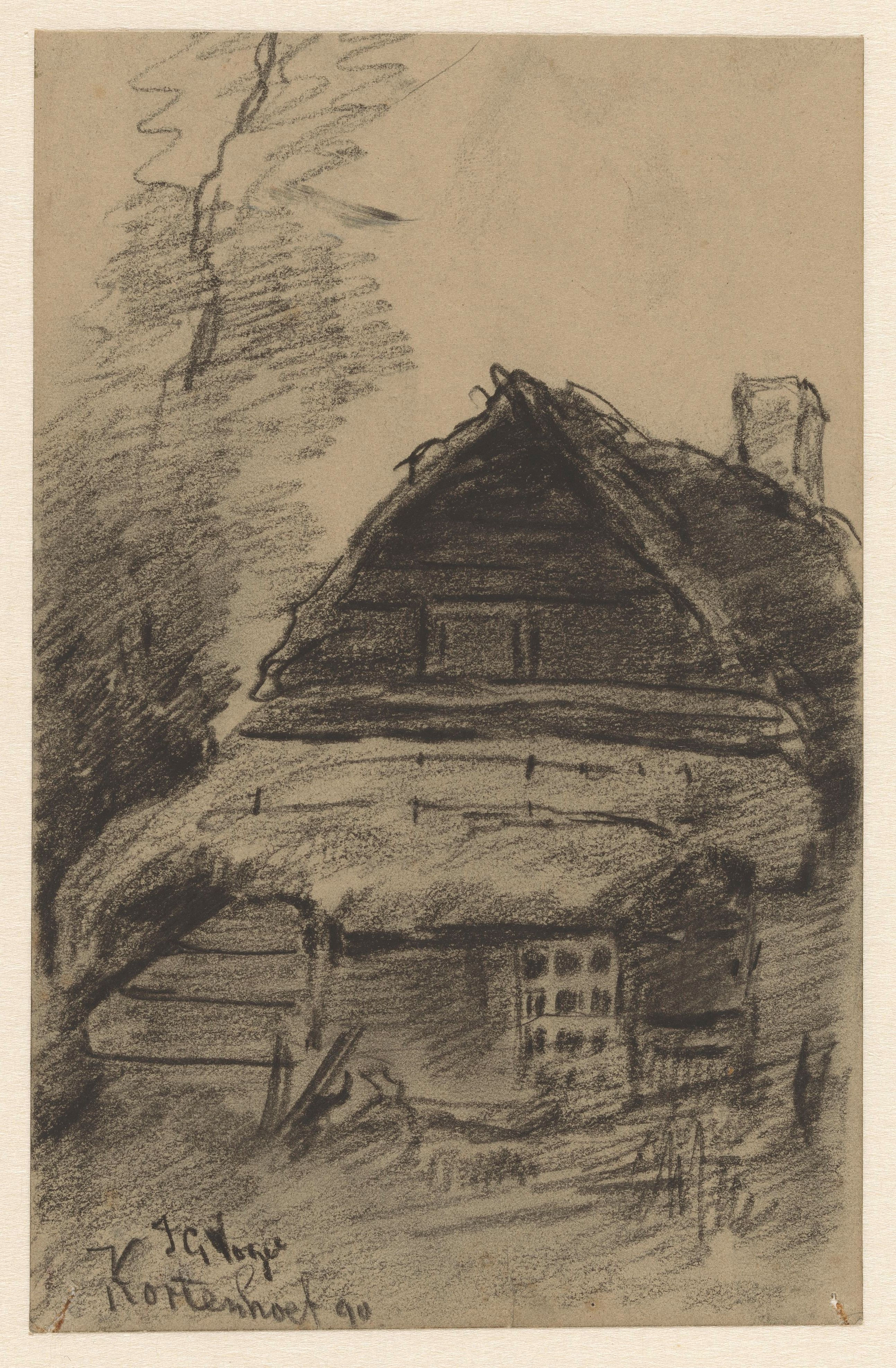
Boerderij bij Kortenhoef (1890), Rijksmuseum Amsterdam
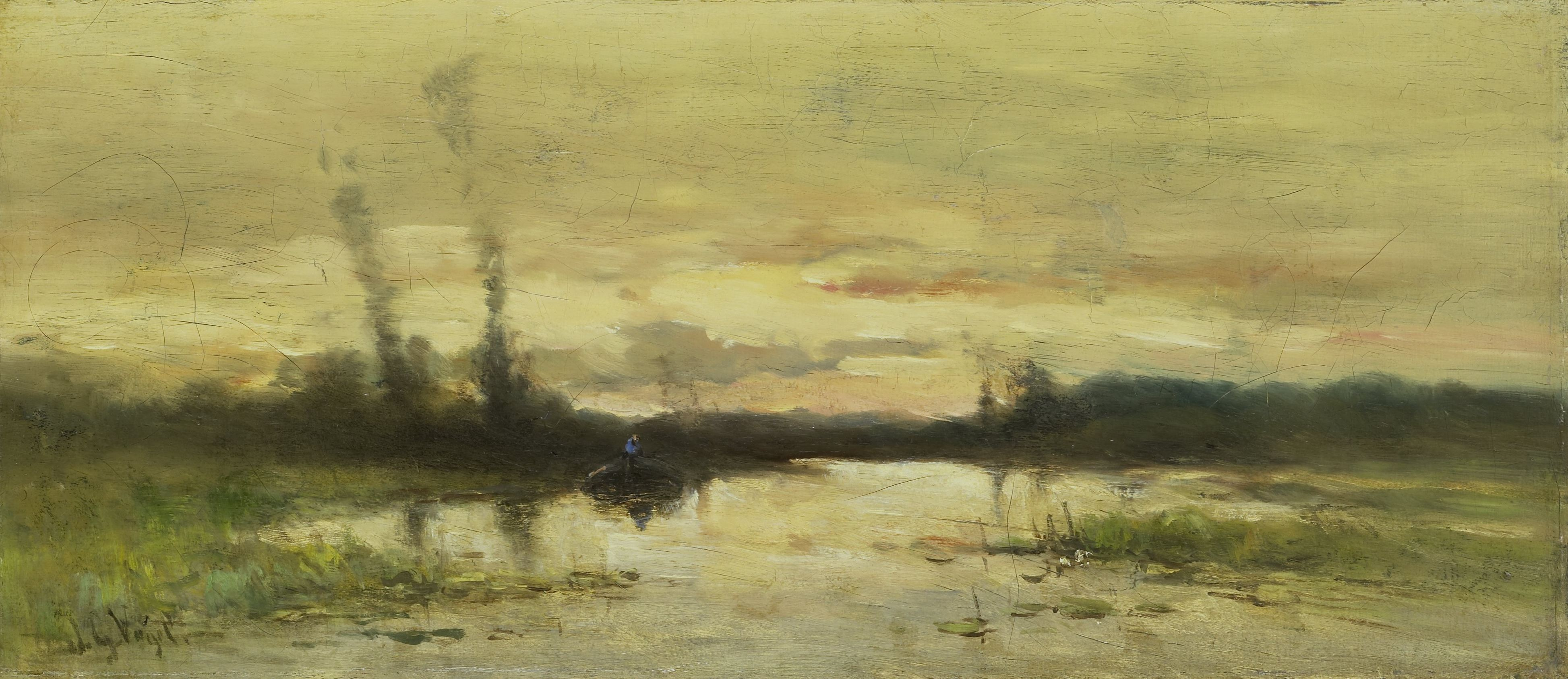
Landschap aan de vaart bij Hilversum, Rijksmuseum Amsterdam

- Biografisch Portaal: 39734473
- International Standard Name Identifier: 0000 0000 6812 5230
- Nederlandse Thesaurus van Auteursnamen: 070044368
- RKD-Nederlands Instituut voor Kunstgeschiedenis: 81582
- Union List of Artist Names: 500004146
- Virtual International Authority File: 95705905
- WorldCat: E39PBJhRKkV8t6FjxRKHVQCfbd